# 산청 법계사 삼층석탑
산청 법계사 삼층석탑(山淸 法界寺 三層石塔)은 대한민국 경상남도 산청군, 법계사 사찰에 있는 고려시대의 삼층석탑이다. 1968년 12월 19일 대한민국의 보물 제473호로 지정되었다.

## 개요
지리산 천왕봉 동쪽 중턱에 자리잡은 법계사는 신라 진흥왕 5년(544)에 연기조사가 세운 절이라 전한다. 해발 1400m로 우리 나라에서 가장 높은 곳에 위치한 사찰이다. 한국전쟁 당시의 화재로 토굴만으로 명맥을 이어오다가 최근에 법당을 지으면서 사찰의 면모를 갖추게 되었다.
법당 왼쪽에 위치한 이 탑은 바위 위에 3층의 탑신(塔身)을 올린 모습이다. 탑신부의 몸돌과 지붕돌은 각각 하나의 돌로 만들었으며, 몸돌 각 모서리에는 기둥을 넓게 새겼다. 각 층의 지붕돌은 두터운 편이며, 지붕돌 밑면의 받침은 3단이다. 탑의 머리장식 부분에는 포탄 모양의 돌이 얹혀있는데, 나중에 보충한 것으로 여겨진다.
이처럼 바위를 기단(基壇)으로 이용한 탑은 신라 이후로 유행하였는데, 이 탑처럼 아래 기단부를 간략하게 처리한 경우는 드물다. 양식이 간략화되고 투박한 느낌을 주고 있어서 전형적인 신라석탑 양식에서 벗어난 고려시대의 석탑으로 추정된다.

## 갤러리

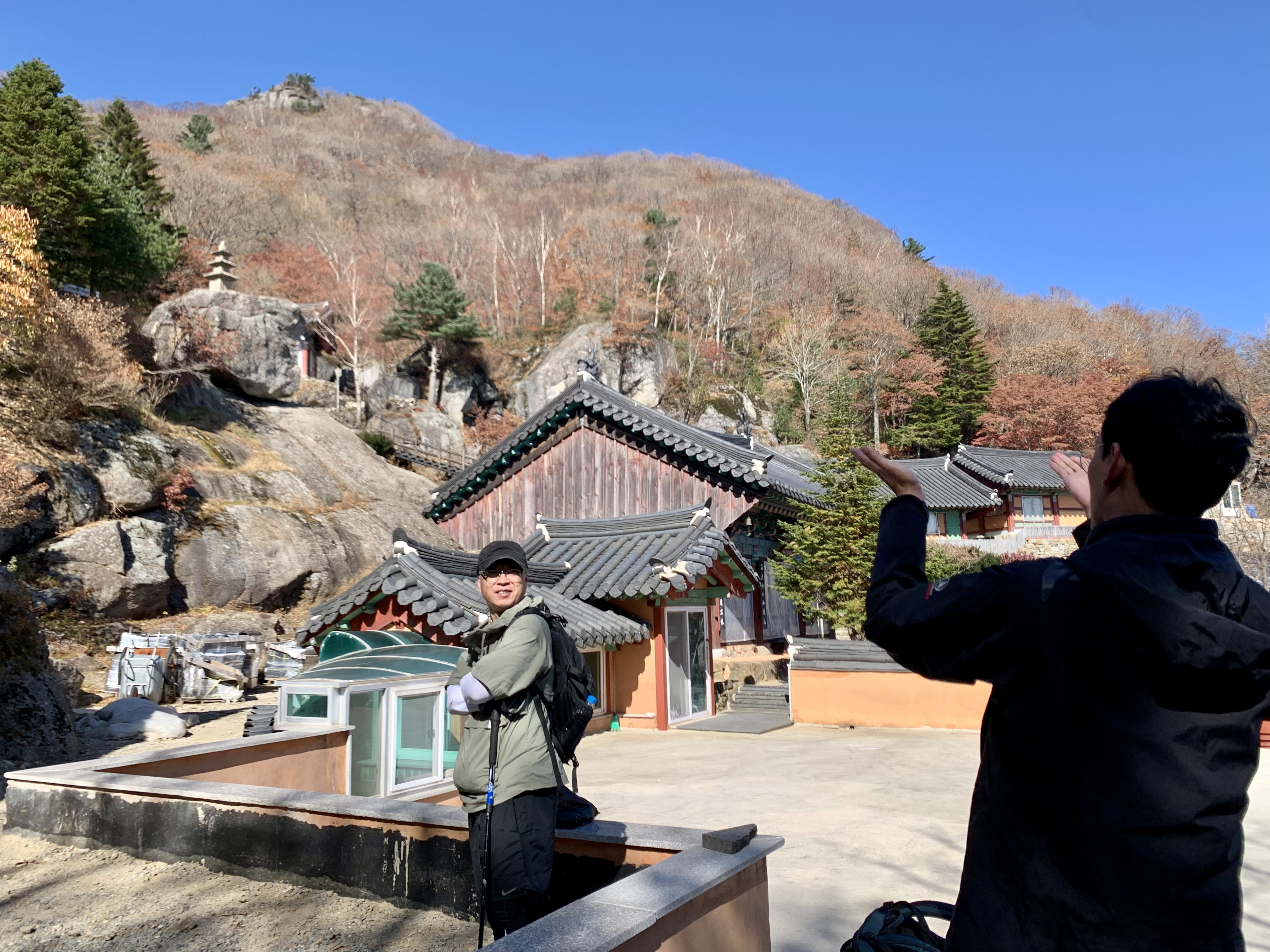
20221118 법계사

## 같이 보기
- 법계사

## 참고 자료
- 산청 법계사 삼층석탑 - 국가유산청 국가유산포털